# Georgia Harrison
Georgia Harrison   (Redbridge, 12 de desembre de 1994) és una personalitat del món de la televisió britànica. Va fer el seu debut televisiu al programa de telerealitat The Only Way in Essex (2014).

## Primers anys
Va néixer el 12 de desembre del 1994 a Redbridge, Londres. Va tenir problemes acadèmics per un TDAH no diagnosticat al llarg de la seva infància i adolescència fins al punt de ser el motiu pel qual la van fer fora de l'institut.
Abans de començar a treballar al món de la telerealitat va treballar com a assistent personal.

## Carrera professional
Va entrar a formar part del repartiment de la tretzena temporada del programa de telerealitat The Only Way Is Essex el 2014. Només va formar part d’una temporada, va ser expulsada perquè anava beguda a les filmacions.
L’any 2017 Harrison va ser concursant del programa de cites de ITV2 Love Island. Va entrar al concurs el dia 34 com la darrera de les “noies atractives”. Va ser descartada dotze dies després juntament amb Sam Gowland. El 2018 va aparèixer al programa Celebrity Ghost Hunt de la cadena británica 5Star.
Va participar al programa de l'MTV The Challenge: War of the Worlds i va acabar en vuitè lloc el 2019. Aquell mateix any va participar en una segona edició d’aquesta emissió i va ser eliminada al desè episodi.
Després de la seva experiència com a víctima de pornovenjança va participar al documental Revenge Porn: Georgia vs. Bear. També va aparèixer a la primera temporada del programa Celebrity Ex on the Beach. Està planficat que el 2024 aparegui a la sisena temporada de Celebrity SAS: Who Dares Wins.
L’octubre del 2023 va declarar a una entrevista al diari The Sun que havia mantingut converses amb el Partit Laborista britànic sobre la possibilitat d’esdevenir parlamentària per Essex.

## Activisme contra la violència sexual
L’any 2020 Harrison va ser víctima d’una venjança pornogràfica per part de la seva parella, Stephen Bear, al qual va conèixer a un concurs de l'MTV. Bear va compartir un vídeo de la parella al seu perfil d’OnlyFans; era una còpia d’una gravació d’un circuit tancat de televisió feta sense el consentiment de Harrison.
El 2023 el seu agressor va ser declarat culpable de vouyerisme i de mostrar imatges i vídeos privats amb contingut i va ser condemnat a 21 mesos de presó. Harrison va ser indemnitzada amb 207900£.
Després d’aquesta experiència va fer servir la seva història per crear consciència sobre la violència contra les dones i el consentiment al Regne Unit. El 2023 treballava com a activista per reclamar conseqüències legals dirigides a les plataformes de pornografia en línia que comparteixin imatges i vídeos fets sense consentiment.

## Reconeixements
L’any 2023 va ser reconeguda per la BBC a la llista anual de 100 dones inspiradores i influents del món.